# République d'Albône

Drapeau de la république d'Albône

La république d'Albône (croate : Labinska republika) était une république éphémère autonome de courte durée qui a été proclamée par les mineurs de la ville d'Istrie de Labin le 2 mars 1921 lors d'une grève minière. Il a été créé dans ce qui a été décrit comme le premier soulèvement antifasciste au monde.

## Histoire
Avec l'effondrement de l'Empire austro-hongrois à la fin de la Première Guerre mondiale, l'Italie a reçu les régions de l'Istrie et des parties de la Dalmatie dans le cadre du traité de Saint-Germain comme promis dans le traité de Londres par la Triple Entente. L'Italie a commencé à revitaliser et à exploiter la population et le potentiel économique des territoires occupés.
Avant la marche sur Rome de Mussolini du 28 octobre 1922, des fascistes occupèrent le siège du Comité des travailleurs à Trieste en 1921, y mirent le feu et attaquèrent des représentants du syndicat des mineurs de Raša. Poussée par cet événement et le caractère exploiteur des propriétaires de la mine, la Società Anonima Carbonifera Arsa (it), une grève générale d'environ deux mille mineurs a éclaté.
L'une des causes de la grève fut la décision des propriétaires de la mine de ne pas payer de prime pour février 1921, car les mineurs avaient pris un jour de congé pour la Chandeleur le 2 février, bien que la direction l'ait supprimé comme jour férié. « Pour les mineurs la Chandeleur était, à côté de la fête de Santa Barbara, le jour le plus important car le 2 février symbolisait la lumière ».
Les hommes étaient d'origines différentes : Croates, Slovènes, Italiens, Allemands, Tchèques, Slovaques, Polonais et Hongrois. Ils étaient dirigés par Giovanni Pippan, envoyé par le Parti socialiste italien de Trieste. Cependant, le 1er mars 1921, Pippan est rattrapé par un groupe de fascistes à la gare de Pazin, où il est passé à tabac. La nouvelle parvint à Albône le lendemain et le 3 mars, les mineurs se rassemblèrent et décidèrent d'occuper les travaux miniers en réponse. Grâce aussi à l'arrivée des paysans des campagnes environnantes, une « garde rouge » s'organise en force de sécurité chargée de maintenir l'ordre.
Les mineurs ont proclamé la république dans les mines occupées le 7 mars avec le slogan Kova je nasa (« La mine est à nous »). Ils ont organisé un gouvernement et la soi-disant garde rouge comme protection contre les forces de l'ordre italiennes et ont commencé à gérer eux-mêmes la production de mines avec le soutien d'une section d'agriculteurs.
Le 8 avril 1921, l'administration italienne en Istrie, répondant aux demandes d'intervention des propriétaires de mines, a décidé de supprimer la république en utilisant la force militaire. Un millier de soldats ont encerclé la mine et ont finalement réussi après avoir réprimé la forte résistance des mineurs. Les mineurs arrêtés ont été envoyés dans les prisons de Pola et Rovigno. L'acte d'accusation inculpait 52 mineurs. Les avocats Edmondo Puecher, Guido Zennaro et Egidio Cerlenizza ont défendu avec succès l'accusé et le jury a prononcé un acquittement.

## Conséquences
Bien que jamais proclamée, la république d'Albône avait laissé des cicatrices irrécupérables sur Labinština, et elle a eu un écho beaucoup plus large. Cet ensemble d'événements doit être interprété dans le contexte des circonstances de l'époque, en particulier dans la péninsule italienne et en Europe centrale. La résistance armée multi-ethnique mais unique au fascisme écrasant a ouvert la voie à l'antifascisme.
L'histoire de la république d'Albône a fait l'objet d'un film yougoslave de 1985, Crveni i crni (Rouge et Noir).

## Autre
La république d'Albône existait également dans le cadre de l'Empire romain. En tant que république, Albona avait deux représentants du gouvernement nommés à Rome, la capitale de l'Empire romain.